# Ring My Bell
"Ring My Bell" is een disconummer geschreven door Frederick Knight en was de enige hit van de Amerikaanse zangeres Anita Ward.
Knight had het nummer in eerste instantie geschreven voor de toen elfjarige zangeres Stacy Lattisaw. Omdat Lattisaw bij een ander platenlabel tekende, ging het nummer naar Ward. Hiervoor werd wel de tekst aangepast. Het nummer zoals het voor Lattisaw geschreven was ging over hoe kinderen graag telefoneren met hun vrienden, de versie van Ward bevat meer volwassen teksten. Hoewel het niet expliciet gemaakt werd, kreeg de zin "You can ring my bell" een seksuele lading. Het nummer werd door Billboard magazine in 2022 op plek 18 gezet van de lijst van "Sexiest songs of all time".
Het nummer werd wereldwijd een grote hit. Het bereikte de toppositie in de Billboard Hot 100 en UK Singles Chart, en kwam ook op de eerste plek in Canada, Nieuw-Zeeland, Noorwegen en Spanje. In de Nederlandse Top 40 kwam het tot een tweede plek, in de Ultratop 50 een vierde plek. Het nummer is na 1979 nog meerdere keren, in geremixte vorm, uitgebracht maar zonder het succes van de originele uitgave.
In 1989 nam de Australische zangeres Collette een cover op waarmee ze een top-10 hit in Australië en Nieuw-Zeeland behaalde.

## NPO Radio 2 Top 2000
| Nummer met noteringen in de NPO Radio 2 Top 2000 | '00  | '01  |
| ------------------------------------------------ | ---- | ---- |
| Ring My Bell                                     | 1120 | 1802 |

1. ↑  Een vetgedrukt getal geeft de hoogste notering aan.
2. ↑  2000 was het eerste jaar met een notering voor dit nummer.
3. ↑  Deze tabel is bijgewerkt tot en met de laatste editie (2024).